# Habib Benzian
Habib Benzian (* 26. Januar 1963 in Bonn, Deutschland) ist ein deutscher Wissenschaftler der Epidemiologie und der Gesundheitsförderung. Er ist im Bereich der öffentlichen Gesundheit Public Health und als Co-Direktor des WHO-Kollaborationszentrum für evidenzbasierte Zahnmedizin und Qualitätsverbesserung am Dental College der New York University tätig. Seine Arbeit umfasst Wissenschaft, Implementierung, und Politikentwicklung und verbindet dabei evidenzbasierte Interventionen mit internationalem gesundheitspolitischen Engagement.

## Werdegang
Benzian begann seine berufliche Laufbahn mit dem Abschluss eines Studiums der Zahnmedizin an der Freien Universität Berlin im Jahr 1987 und promovierte anschließend zum „Dr.med.dent.“ in Berlin. Im Jahr 2002 erhielt er einen Master in Dental Public Health vom King’s College in London und spezialisierte sich zum Fachzahnarzt für Oralchirurgie. Im Rahmen einer weiteren Doktorarbeit (PhD) an der Universität Amsterdam im Jahr 2014 untersuchte er die Auswirkungen der Vernachlässigung der Mundgesundheit im Kontext der globalen Gesundheit.
Von 2001 bis 2009 war Benzian bei der FDI World Dental Federation, dem globalen Dachverband nationaler zahnärztlicher Verbände in Genf als erster Direktor mit den Schwerpunkten Entwicklung und öffentliche Gesundheit tätig. In dieser Zeit organisierte er in Zusammenarbeit mit der Weltgesundheitsorganisation (WHO) im Jahr 2004 die erste Konferenz zur Mundgesundheit in Afrika. Die teilnehmenden Gesundheitsminister und Länderdelegationen verabschiedeten die „Nairobi Deklaration“ in der erstmals die Mundgesundheit als Teil der grundlegenden Menschenrechte formuliert wurde. Benzian initiierte als Herausgeber und Mitautor den ersten „Oral Health Atlas“, der 2009 erstmals veröffentlicht und 2015 in einer überarbeiteten zweiten Ausgabe neu aufgelegt wurde. Das Buch bietet einen umfassenden, sektorenübergreifenden Überblick der globalen Mundgesundheit und hebt die Notwendigkeit umfassender Reformen hervor, um bestehende Ungleichheiten zu beseitigen.
2009 gründete Benzian die Beratungsfirma The Health Bureau Ltd, die sich auf internationale Gesundheitspolitik, nicht übertragbare Krankheiten, Mundgesundheit und Schulgesundheit spezialisiert hat. Die Firma und ihr Netzwerk an Experten beraten internationale Organisationen wie die WHO, UNICEF oder die Weltbank, unterstützen Regierungen bei der Entwicklung von gesundheitspolitischen Ansätzen (u. a. Bhutan, Cap Verde, Jordanien, Nepal, Philippinen) und kooperieren mit multilateralen Entwicklungsdiensten.
Seit 2009 unterstützte Benzian die Deutsche Gesellschaft für Internationale Zusammenarbeit (GIZ) bei der Entwicklung des „Fit for School“-Programms. Dieses integrierte Schulgesundheitsprogramm zielt darauf ab, die Wasser-, Sanitär- und Hygienesituation (WASH) in Grundschulen zu verbessern und umfasst essenzielle, evidenzbasierte Gesundheitsinterventionen für Kinder. Dazu gehören regelmäßiges Händewaschen mit Seife, tägliches Zähneputzen mit fluoridhaltiger Zahnpasta und regelmäßige Entwurmung. Das Programm wird in mehreren Ländern Südostasiens und Afrikas umgesetzt. In Zusammenarbeit mit der Deutschen Gesellschaft für Internationale Zusammenarbeit (GIZ) unterstützte Benzian die Entwicklung des „Fit for School“-Programms. Dieses integrierte Programm zielt darauf ab, die Wasser-, Sanitär- und Hygienesituation (WASH) in Grundschulen zu verbessern und umfasst essenzielle, evidenz-basierte Gesundheitsinterventionen für Kinder. Dazu gehören regelmäßiges Händewaschen mit Seife, Zähneputzen mit fluoridhaltiger Zahnpasta und regelmäßige Entwurmung. Das Programm wird in mehreren Ländern Südostasiens und Afrikas umgesetzt und leistet es einen wichtigen Beitrag zur Erreichung der UN-Nachhaltigkeitsziele.
Aufbauend auf dieser Erfahrung und in Zusammenarbeit mit UNICEF und der GIZ trug Benzian zur Entwicklung des „Three Star Approach“ bei, einem einfachen Konzept zur schrittweisen Verbesserung der WASH-Situation in Schulen. Seit seiner Veröffentlichung im Jahr 2013 hat sich dieses Konzept zu einem weltweit anerkannten und erprobten Ansatz für WASH in Schulen entwickelt. Es beeinflusste die Entwicklung von WASH-bezogenen Indikatoren für die UN-Nachhaltigkeitsziele, an deren Ausarbeitung Benzian als eingeladener Experte 2016 beteiligt war. Benzian war Redaktionsmitglied des ersten Global Oral Health Status Berichts der Weltgesundheitsorganisation (WHO) im Jahr 2022. Seit vielen Jahren berät er die WHO-Abteilung für globale Mundgesundheit in Genf und trägt zur Entwicklung globaler Strategien zur Mundgesundheit bei. So war er an der Erstellung des ersten Globalen Aktionsplans zur Mundgesundheit (2023–2030) sowie an der Ausarbeitung globaler Rahmenvorgaben für die Implementierungsüberwachung beteiligt.
Benzian war Expertenmitglied der WHO/UNESCO Technical Advisory Group on COVID-19 and Education, der WHO-Expertengruppe zur Erarbeitung globaler Standards für die Gesundheitsförderung in Schulen und ist Mitglied der Forschungsgruppe für Mundgesundheit im Rahmen des Projekts Global Burden of Disease. Zudem ist Benzian Teil der Lancet Commission on Oral Health und leitet die Arbeitsgruppe „Global Policy, Governance und Advocacy“.

## Forschungsinteressen und Publikationen
Seit 2001 hat Benzian zahlreiche Artikel, wissenschaftliche Arbeiten und Fachbücher veröffentlicht, die sich unter anderem mit den Themen Public Health, Oral Health, Schulgesundheit, Water, Sanitation and Hygiene (WASH) sowie Implementierungsforschung befassen. Seine Forschungsschwerpunkte reflektieren sein Engagement für die Verbesserung der globalen Gesundheit, die Prävention und Verringerung von Ungleichheiten sowie die Entwicklung von effektiven gesundheitspolitischen Lösungen. Dabei stehen die Themen Mundgesundheit und die Prävention chronischer, nichtübertragbarer Krankheiten sowie die Analyse und Stärkung von Gesundheitssystemen in Ländern mit niedrigem und mittlerem Einkommen im Mittelpunkt.
Im Laufe der Zeit wurde Benzian zu einem der führenden wissenschaftlichen Fürsprecher für eine verbesserte globale Mundgesundheit. Mehrere Veröffentlichungen, die interdisziplinäres Neuland erschlossen, festigten seinen internationalen Ruf als Vordenker im Bereich der globalen Mundgesundheit. So analysierte er erstmals die politische Priorität der Mundgesundheit im internationalen Kontext und forderte ein Umdenken in der öffentlichen Kommunikation zu chronischen Krankheiten und Risikofaktoren. Dabei betonte er die Notwendigkeit, Zahn- und Munderkrankungen sowie dem Zuckerkonsum eine höhere Aktionspriorität zuzuweisen. Das Stellenbosch Institute of Advanced Study an der Universität Stellenbosch in Südafrika lud Benzian 2023 als ersten Zahnmediziner für ein Fellowship ein. Während dieser Zeit beschäftigte er sich mit interdisziplinären Themen wie der Entkolonialisierung der Zahnmedizin und der zahnmedizinischen Ausbildung.

## Ehrungen
Für das „Fit for School“ Programm auf den Philippinen erhielten Benzian und Kollegen im Jahr 2009 den Oral-B Award für Kinderzahnheilkunde und Prävention. Das Entwicklungsprogramm der Vereinten Nationen (UNDP), die Weltbank und die Weltgesundheitsorganisation(WHO) zeichneten ihn und die Kollegen des Fit for School Programms im gleichen Jahr für Innovation in Internationaler Gesundheit aus. Im darauffolgenden Jahr erhielt Benzian von der Edward B. Shils Foundation in Philadelphia (USA) eine Auszeichnung für außergewöhnliche Führungsqualitäten im Bildungsbereich. 2011 erhielt er den Preis des Poverty Reduction & Growth Network (PEGNet) für die effektive Verknüpfung von Forschung und Praxis zur Verringerung von Ungleichheiten. Die International Association for Dental and Craniofacial Research (IADR), eine gemeinnützige Organisation, die sich weltweit der Förderung der Mundgesundheit sowie der oralen und kraniofazialen Forschung widmet, zeichnete Benzian 2020 als Mitglied eines Autorenteams mit dem Preis für das beste wissenschaftliche Paper im Bereich Dental Public Health aus. Diese Auszeichnung wurde für eine Serie wissenschaftlicher Publikationen zur globalen Mundgesundheit verliehen, die erstmals in „The Lancet“ erschienen sind. 2023 ehrte die IADR Benzian zudem mit dem John Greenspan Distinguished Scientist in Global Oral Health Award, eine der höchsten Auszeichnungen der Organisation.

## Publikationen
- H. Benzian, D. Williams (Hrsg.): The neglect of Global Oral Health. Oral Health Atlas. 2nd edition. FDI World Dental Federation & Myriad Editions, Geneva & Brighton 2015.[23]
- H. Benzian: Keeping children ‘Fit for School’. Simple, scalable and sustainable school health in the Philippines. Deutsche Gesellschaft für Internationale Zusammenarbeit (GIZ), 2012.[24]
- R. Beaglehole, H. Benzian, J. Crail, J. Mackay: The Oral Health Atlas: mapping a neglected global health issue. FDI World Dental Education Ltd & Myriad Editions, Geneva & Brighton 2009.[25]
- R. Beaglehole, H. Benzian: Tobacco or Oral Health: An Advocacy Guide for Oral Health Professionals. FDI World Dental Press, 2005.[26]